# El Borbollón
El Borbollón är en ort i Mexiko.   Den ligger i kommunen Nopala de Villagrán och delstaten Hidalgo, i den sydöstra delen av landet, 110 km nordväst om huvudstaden Mexico City. El Borbollón ligger 2 327 meter över havet och antalet invånare är 354.
Terrängen runt El Borbollón är platt åt nordväst, men åt sydost är den kuperad. Runt El Borbollón är det ganska tätbefolkat, med 155 invånare per kvadratkilometer. Närmaste större samhälle är Nopala de Villagran, 10,2 km öster om El Borbollón. I omgivningarna runt El Borbollón växer huvudsakligen savannskog.